# Bona (Suécia)
Bona é uma vila na Suécia localizada perto de Motala no Östergötland (condado).